# الحبول (رصد)

تعديل مصدري - تعديل

الحبول هي إحدى قرى عزلة القارة بمديرية رصد التابعة لمحافظة أبين، بلغ تعداد سكانها 194 نسمة حسب تعداد اليمن لعام 2004.